# Geppetto (personage)

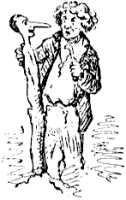
Geppetto en Pinokkio

Geppetto of Meneer Geppetto (Italiaans: Mastro Geppetto) is een personage uit het boek de Avonturen van Pinokkio van Carlo Collodi. Geppetto is een oudere vakkundige houtbewerker en de maker (en dus vader) van Pinokkio. Hij draagt een vergeelde pruik, die eruitziet als een klodder maispap (polenta in het Italiaans), daarom wordt hij door de kinderen en sommige volwassenen in de buurt 'Polendina' genoemd, wat hem erg irriteert. Geppetto is een verkleinwoord of verbasterde vorm van de naam Giuseppe.

## Rol in boek
Geppetto wordt geïntroduceerd in het boek als de timmerman, meneer Antonio, een blok pijnboomhout vindt dat kan praten en er een tafelpoot uit wil zagen. Hij komt toevallig bij Antonio langs als hij op zoek is naar een stuk hout om er een marionet of houten pop van te maken en daarom geeft Antonio het stuk hout aan de houtbewerker. Geppetto, die heel arm is, hoopt als poppenspeler meer kans te maken om een korst brood en een glas wijn te verdienen. Hij snijdt een jongenspop uit het houtblok en geeft de pop de naam Pinokkio.
Nog voordat Pinokkio klaar is, blijkt de houten jongen een schelmse aard te hebben. Als de pop klaar is en Geppetto de jongen heeft leren lopen, rent Pinokkio meteen de deur uit en het dorp in. Hij wordt opgepakt door de politie, maar als mensen zeggen dat Geppetto niet van kinderen houdt, gaat de agent ervan uit dat Pinokkio slecht behandeld werd door Geppetto en wordt deze gearresteerd. De volgende dag wordt Geppetto weer vrijgelaten en komt hij erachter dat een van Pinokkio's voeten is afgebrand waarna hij die voor hem vervangt. Geppetto heeft nog maar drie peren in huis als maaltijd en Pinokkio vertelt hem dat hij vergaat van de honger. Geppetto geeft hem vervolgens de peren en zegt hem niets van dit kostbare voedsel te verspillen. Uit dankbaarheid belooft Pinokkio braaf naar school te gaan maar Geppetto heeft geen geld voor schoolboeken en daarom verkoopt hij zijn jas in ruil voor een boek.

## In populaire media
- Christian Rub sprak de stem van Geppetto in voor de animatiefilm Pinokkio uit 1940. De Nederlandse stemmen van Geppetto waren Frits van Dijk en Wim van Rooij.
- Martin Landau speelt Geppetto in The Adventures of Pinocchio (1996) en ook in de gelijknamige tv-serie die erop volgde.
- Drew Carey speelt Geppetto in de tv-musical Geppetto uit 2000.
- Chris Miller spreekt de stem van Geppetto in de komische animatiefilm Shrek uit 2001.
- Tony Amendola speelt Geppetto in de Amerikaanse serie Once Upon a Time (2011-).
- Tom Hanks speelt Geppetto in de Amerikaanse film Pinocchio uit 2022, die verscheen op Disney+.
- David Bradley spreekt de stem in van Geppetto in de animatiefilm Pinocchio uit 2022 van Guillermo del Toro, die verscheen op Netflix.